# Miss Virginie USA

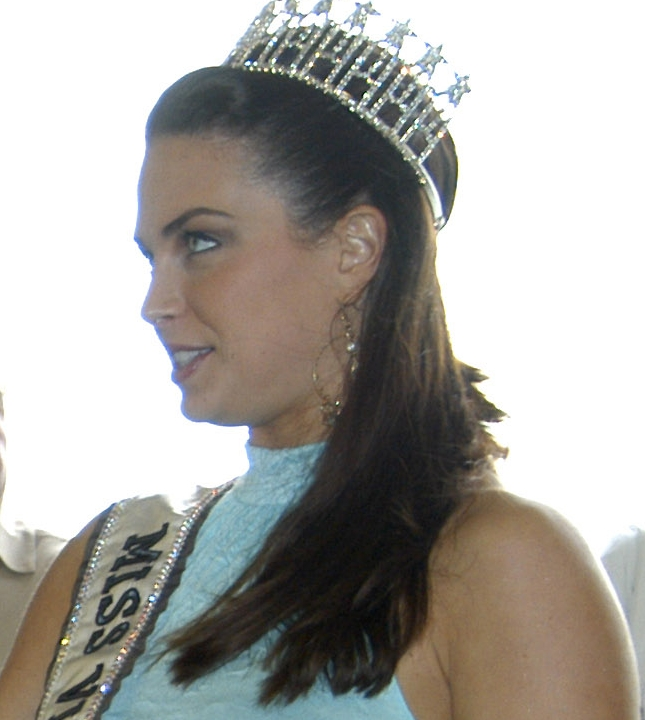
Amber Copley, Miss Virginie USA 2006

Miss Virginie USA, est un concours de beauté féminin, pour les jeunes femmes de 17 à 27 ans, habitants l'état de la Virginie, la gagnante du titre participe à l'élection de Miss USA.

## gagnantes
| Année | Nom                              | Domicile        | Âge1            | Classement à Miss USA       | Prix spéciaux à Miss USA                      | Notes |  |
| ----- | -------------------------------- | --------------- | --------------- | --------------------------- | --------------------------------------------- | --- |  |
| 2025  | Erin Houston                     | Tysons Corner   | 27              |                             |                                               | |  |
| 2024  | Himanvi Panidepu                 | Centreville     | 23              | Top 10                      | Best Impact (Réseaux sociaux)                 | Participante à Miss Virginia Teen USA 2018 |  |
| 2023  | Ashley Williams                  | Reston          | 24              | Top 20                      |                                               | |  |
| 2022  | Kailee Horvath                   | Ashburn         | 23              |                             |                                               | |  |
| 2021  | Christina Thompson               | Lynchburg       | 25              | Top 16                      |                                               | Participante à Miss New Jersey Teen USA 2013 et top 16 à Miss Teen USA 2013 |  |
| 2020  | Susie Evans                      | Poquoson        | 26              |                             |                                               | Participante à Miss Virginia Teen USA 2011 |  |
| 2019  | Courtney Lynne Smits             | Woodbridge      | 22              |                             |                                               | Participante à Miss Géorgie Teen USA 2012 et top 16 à Miss Teen USA 2012 |  |
| 2018  | Ashley Vollrath                  | Blacksburg      | 21              |                             |                                               | |  |
| 2017  | Jackie Carrol                    | Stanardsville   | 22              |                             |                                               | Participante à Miss Virginia Teen USA 2010 et top 15 à Miss Teen USA 2010 |  |
| 2016  | Desiree Williams                 | Newport News    | 26              | Top 10                      |                                               | Participante à Miss Virginia 2013 et National Sweetheart 2012 |  |
| 2015  | Laura Puleo                      | Lexington       | 25              | Top 15                      |                                               | Sœur de Miss Caroline du Nord USA 2004, 1re dauphine de Miss North Carolina's Outstanding Teen 2006                                                                                               |  |
| 2014  | Arielle Rosmarino                | Salem           | 22              | Top 20                      |                                               | Miss Virginia World 2015 4e dauphine de Miss World America 2015 |  |
| 2013  | Shannon McAnally                 | Arlington       | 23              |                             |                                               | |  |
| 2012  | Catherine Muldoon                | Virginia Beach  | 26              |                             |                                               | Participante à Miss New York Teen USA 2004 et top 10 à Miss Teen USA 2004 |  |
| 2011  | Nikki Poteet                     | Richmond        | 24              |                             |                                               | |  |
| 2010  | Samantha Casey                   | Jeffersonton    | 21              | 2e dauphine                 |                                               | Participante à Miss Virginia Teen USA 2006 et 3e dauphine à Miss Teen USA 2006 |  |
| 2009  | Maegan Phillips                  | Quantico        | 22              | Top 15                      |                                               | |  |
| 2008  | Tori Hall                        | Midlothian      | 21              |                             |                                               | Participante à Miss Virginia Teen USA 2005, top 10 à Miss Teen USA 2005 |  |
| 2007  | Lauren Barnette                  | Wise            | 21              | Top 10                      |                                               | Participante à Miss Virginia Teen USA 2002 |  |
| 2006  | Amber Copley                     | Abingdon        | 20              |                             |                                               | Participante à Miss Virginia Teen USA 2003 |  |
| 2005  | Jennifer Pitts                   | Richmond        | 26              |                             |                                               | Participante à Miss Virginia 2002; Candidate à National Sweetheart 2001 |  |
| 2004  | Kristi Lauren Glakas             | Centreville     | 23              |                             |                                               | Participante à Miss Virginia Teen USA 1999, top 10 à Miss Teen USA 1999, Miss Virginia 2005 et 3e dauphine à Miss America 2006                                                                    |  |
| 2003  | Meron Mimi Abraham               | Alexandria      | 24              |                             |                                               | |  |
| 2002  | Julie Marie Laipply              | Alexandria      | 24              |                             |                                               | |  |
| 2001  | Kristel Jenkins                  | Vinton          | 23              |                             |                                               | Auparavant Miss Virginia Teen USA 1995 ; actuelle productrice et chorégraphe des concours Miss Virginia USA et Miss Virginia Teen USA sous son nom de femme mariée, Kristel Jenkins-Wittensoldner |  |
| 2000  | Crystal Marie Jones              | Virginia Beach  |                 |                             |                                               | |  |
| 1999  | Kellie Lightbourn                | Vienna          | 21              | Demi-finaliste              |                                               | Ultérieurement Madame Florida America 2010 et classée dans les 12 premières de Mrs. America (en) 2011,.                                                                                           |  |
| 1998  | Meredith Blankenship             | Hurley          | 21              | Demi-finaliste              |                                               | |  |
| 1997  | Audra Wilks                      | Richmond        | 24              |                             | Miss Photogénique                             | Participante à Miss Virginia Teen USA 1988 |  |
| 1996  | Danielle Connors                 | Forest          |                 |                             |                                               | |  |
| 1995  | Susan Elizabeth Robinson         | Lynchburg       |                 |                             |                                               | |  |
| 1994  | Patricia Southall                | Cheasapeake     | 21              | 1re dauphine                | Miss Photogénique & meilleurs maillot de bain | Mariée avec Emmitt Smith |  |
| 1993  | Stephanie Satterfield            | Virginia Beach  |                 |                             |                                               | Auparavant Miss Virginia Teen USA 1989. |  |
| 1992  | Brandi Bottrof                   | Fairfax         | 21              | Demi-finaliste              |                                               | |  |
| 1991  | Traci Dority                     | Fairfax         |                 |                             |                                               | |  |
| 1990  | Evelyn Green                     | Richmond        |                 |                             |                                               | |  |
| 1989  | Kimberly Nicewonder              | Bristol         |                 |                             | Miss Congeniality                             | Actuelle directrice de Miss Virginia USA et Miss Virginia Teen USA sous son nom de femme mariée, Kim Nicewonder-Johnson                                                                           |  |
| 1988  | Denise Adrain Smith              | Fairfax         |                 |                             |                                               | |  |
| 1987  | Marsha Ralls                     | Alexandria      | 24              | Demi-finaliste              |                                               | |  |
| 1986  | Maureen McDonnell                | Alexandria      |                 |                             |                                               | Cheerleader de Notre Dame. |  |
| 1985  | Dana Bryant                      | Richmond        |                 |                             |                                               | Miss Teen All American 1984 |  |
| 1984  | Leah Rush                        | Leesburg        |                 |                             |                                               | |  |
| 1983  | Tanquil Collins                  | Virginia Beach  |                 |                             |                                               | Modèle et actrice dans Alerte à Malibu, pose pour Playboy. |  |
| 1982  | Sondra Dee Jones                 | Richmond        | 24              | Demi-finaliste              | Miss Photogénique                             | |  |
| 1981  | Pamela Elizabeth Hutchens        | Newport News    | 22              | Demi-finaliste              |                                               | |  |
| 1980  | Kelly Humphrey                   | Hampton         |                 |                             |                                               | |  |
| 1979  | Betsy Ann Bott                   | Falls Church    | 26              | Demi-finaliste              |                                               | |  |
| 1978  | Robin Lee Schadle                | Springfield     | 22              | Demi-finaliste              |                                               | |  |
| 1977  | Sheryl Lynn Herring              | Fairfax         | 19              | 4e dauphine                 |                                               | Actrice sous le rôle de Lucy Coe dans Hôpital central |  |
| 1976  | Donna Dixon                      | Alexandria      |                 |                             |                                               | Actrice dans la série Sonny Lumet, sitcom des années 1980, Bosom Buddies, 1re dauphine de Miss Monde USA 1977 et Miss District de Columbia 1977.                                                  |  |
| 1975  | Linda McKee                      | Alexandria      | 19              | Demi-finaliste              |                                               | |  |
| 1974  | Hazel Thomas                     | Alexandria      |                 |                             |                                               | |  |
| 1973  | Brenda Childress                 | Richmond        |                 |                             |                                               | |  |
| 1972  | Diane Elizabeth "Dede" Moore     | Radford         |                 |                             |                                               | |  |
| 1971  | Brenda Joyce Miller              | Norfolk         | 20              | Demi-finaliste              | Miss Photogénique                             | |  |
| 1970  | Deborah Shelton                  | Norfolk         | 21              | Miss USA 1970               | Miss Photogénique                             | 1re dauphine à Miss Univers 1970, 1re dauphine à Miss Monde USA 1968 |  |
| 1969  | Wendy Dascomb                    | Danville        | 19              | Miss USA 1969               |                                               | Demi-finaliste à Miss Univers 1969 |  |
| 1968  | Laurie Burke                     | McLean          | 18              | Demi-finaliste              |                                               | |  |
| 1967  | Elizabeth "Betty" Karen Kallmyer | Richmond        | 18              |                             | Miss Photogénique                             | |  |
| 1966  | Beverly Johnson                  | Alexandria      |                 |                             |                                               | |  |
| 1965  | Mary Montgomery                  | Martinsville    |                 |                             |                                               | |  |
| 1964  | Heidi Karen Smith                | Fort Lee        |                 |                             |                                               | |  |
| 1963  | Pas de concours                  | Pas de concours | Pas de concours | Pas de concours             | Pas de concours                               | Pas de concours |  |
| 1962  | Pas de concours                  | Pas de concours | Pas de concours | Pas de concours             | Pas de concours                               | Pas de concours |  |
| 1961  | Bonnie Lea Jones                 | Norfolk         |                 |                             |                                               | |  |
| 1960  | Elizabeth "Betty" Noreen Fulford | Norfolk         |                 |                             |                                               | |  |
| 1959  | Pat Poindexter                   | Salem           |                 |                             |                                               | |  |
| 1958  | Betty Marsh                      | Lynchburg       |                 |                             |                                               | |  |
| 1957  | Patricia Bush                    | Portsmouth      |                 |                             |                                               | |  |
| 1956  | Audra Stark                      | Virginia Beach  |                 |                             |                                               | |  |
| 1955  | Jeannie Asble                    | Portsmouth      |                 |                             |                                               | |  |
| 1954  | Ellen Whitehead                  | Chatham         |                 | 1re dauphine (disqualifiée) |                                               | |  |
| 1953  | Dorothy Lee Bailey               | Norfolk         |                 |                             |                                               | |  |
| 1952  | Elizabeth Glenn                  | Roanoke         |                 |                             |                                               | |  |

1 Âge durant l'élection de Miss USA